# Caza (historietista)
Philippe Cazaumayou (París, 14 de noviembre de 1941), conocido como Caza, es un destacado historietista francés. 

## Biografía

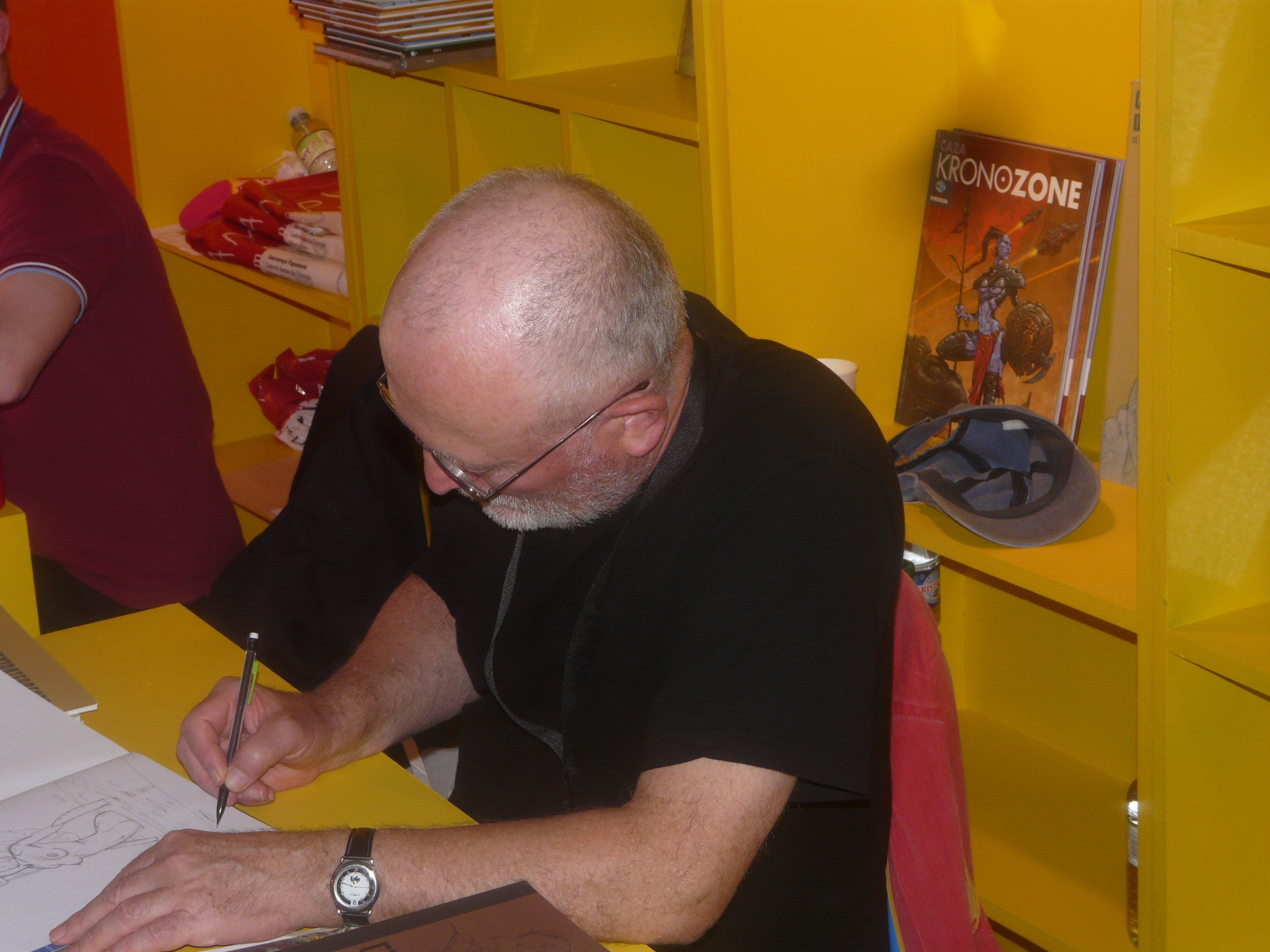
Caza en el festival "O tour de la bulle" (Montpellier, sept. 2008).

A la edad de 18 años, Cazaumayou comenzó una carrera en el mundo de la publicidad que habría de extenderse 10 años hasta que en 1970 entró en el campo del cómic con el lanzamiento de su primer álbum de historietas, Kris Kool. Caza comenzó entonces a trabajar para la revista Pilote, iniciando series como Quand les costumes avaient des dents en 1971, Scènes de la vie de banlieue en 1975, L'Âge d'Ombre, Les Habitants du crépuscule y Les Remparts de la nuit.
Con la aparición de la revista Métal Hurlant en 1975, Caza comenzó a producir material relacionado con la ciencia ficción en títulos como Sanguine, L’oiseau poussière, y ya en color, Arkhê, Chimères y Laïlah. 
Desde 1985 a 1987, trabajó estrechamente con René Laloux en la realización de la película de dibujos animados Gandahar, basada en la novela de Jean-Pierre Andrevon.

## Ediciones en español
En español, su obra comenzó a ser editada por las revistas Totem (a partir de su número 4) y  Bumerang (desde el número 1) en 1978.
- Arkhé (Colección Humanoides nº18-Metal Hurlant) Eurocomic (1983)
- Los tiempos ominosos (L'age d'ombre) Norma Editorial (1998)